# .mt
.mt ist die länderspezifische Top-Level-Domain (ccTLD) des Staates Malta. Sie wurde am 2. Dezember 1992 eingeführt und wird vom Network Information Centre Malta (kurz NIC Malta) verwaltet.

## Eigenschaften
Die Endung .mt darf nur von Unternehmen mit direktem Bezug zu Malta genutzt werden, wobei dies keine Niederlassung im Land voraussetzt. Die Domain muss exakt dem Firmennamen entsprechen. Sofern es sich um eine eingetragene Marke handelt, ist bei der Registrierung eine Kopie der entsprechenden Urkunde vorzulegen. Außerdem verlangt NIC Malta die Angabe der Umsatzsteuer-Identifikationsnummer.
Die Vergabestelle behält sich ausdrücklich das Recht vor, fälschlich angemeldete .mt-Domains ohne Warnung zu löschen. Aufgrund der restriktiven Vergabekriterien ist die Top-Level-Domain international eher wenig verbreitet, beispielsweise waren im Juni 2004 nur etwa 2.250 .mt-Domains registriert.
Ergänzend zu .mt existieren fünf Second-Level-Domains:
- .com.mt für kommerziell ausgerichtete Unternehmen
- .org.mt für gemeinnützige Organisationen
- .net.mt für Internet Service Provider
- .edu.mt für Bildungseinrichtungen

Die Endung .gov.mt kann ausschließlich durch die Regierung Maltas genutzt werden.